# Freie Liste
Freie Liste (FL) er et politisk parti i fyrstedømmet Liechtenstein. Det blev grundlagt i 1985 og karakteriserer sig som "social, demokratisk og økologisk". Ifølge deres partiprogram er deres mærkesager ligestilling for mænd og kvinder, social retfærdighed og solidaritet, økologisme, transport og integration. De arbejder ligeledes for at indføre et repræsentativt monarki i fyrstedømmet.
I 1993 overvandt de første gang spærregrænsen på 8 % til Liechtensteins parlament. Ved valget i 2005 opnåede de 13 procent af stemmerne og fik dermed 3 ud af 25 mandater. De er repræsenteret i 6 ud af elleve kommuneråd.